# Ashtabula (Ohio)
Ashtabula es una ciudad ubicada en el condado de Ashtabula en el estado estadounidense de Ohio. En el Censo de 2010 tenía una población de 19124 habitantes y una densidad poblacional de 933,95 personas por km².

## Geografía
Ashtabula se encuentra ubicada en las coordenadas 41°52′53″N 80°47′57″O / 41.88139, -80.79917. Según la Oficina del Censo de los Estados Unidos, Ashtabula tiene una superficie total de 20.48 km², de la cual 20.03 km² corresponden a tierra firme y (2.16%) 0.44 km² es agua.

## Demografía
Según el censo de 2010, había 19124 personas residiendo en Ashtabula. La densidad de población era de 933,95 hab./km². De los 19124 habitantes, Ashtabula estaba compuesto por el 81.96% blancos, el 8.95% eran afroamericanos, el 0.44% eran amerindios, el 0.28% eran asiáticos, el 0.03% eran isleños del Pacífico, el 3.33% eran de otras razas y el 5.01% pertenecían a dos o más razas. Del total de la población el 9.27% eran hispanos o latinos de cualquier raza.